# Палагкау
Палагкау (груз. ფალაგყაუ, осет. Фаллагхъæу — Фаллагкау) — село в Грузии, на территории Казбегского муниципалитета края (мхаре) Мцхета-Мтианети.

## Этимология
Название села переводится с осетинского как «селение по ту сторону», «дальнее селение».

## География
Село находится в северо-восточной части Грузии, на левом берегу реки Белая Арагви, на расстоянии приблизительно 24 километров (по прямой) к юго-западу от посёлка городского типа Степанцминда, административного центра муниципалитета. Абсолютная высота — 1782 метра над уровнем моря.

## Население
В селении проживали следующие осетинские фамилии: Цаболовы, Такаевы (Кочоровы) и Цгоевы.
По результатам официальной переписи населения 2014 года постоянное население в Мне отсутствовало.
| Год  | Население, человек |
| ---- | ------------------ |
| 2002 | 0                  |
| 2014 | 0                  |